# Đồng Khánh
Đồng Khánh, född 1864, död 1889, Vietnams kejsare 1886-1888. Han var halvbror till Hàm Nghi och tillsattes av fransmännen efter Hàm Nghis uppror.